# Holba

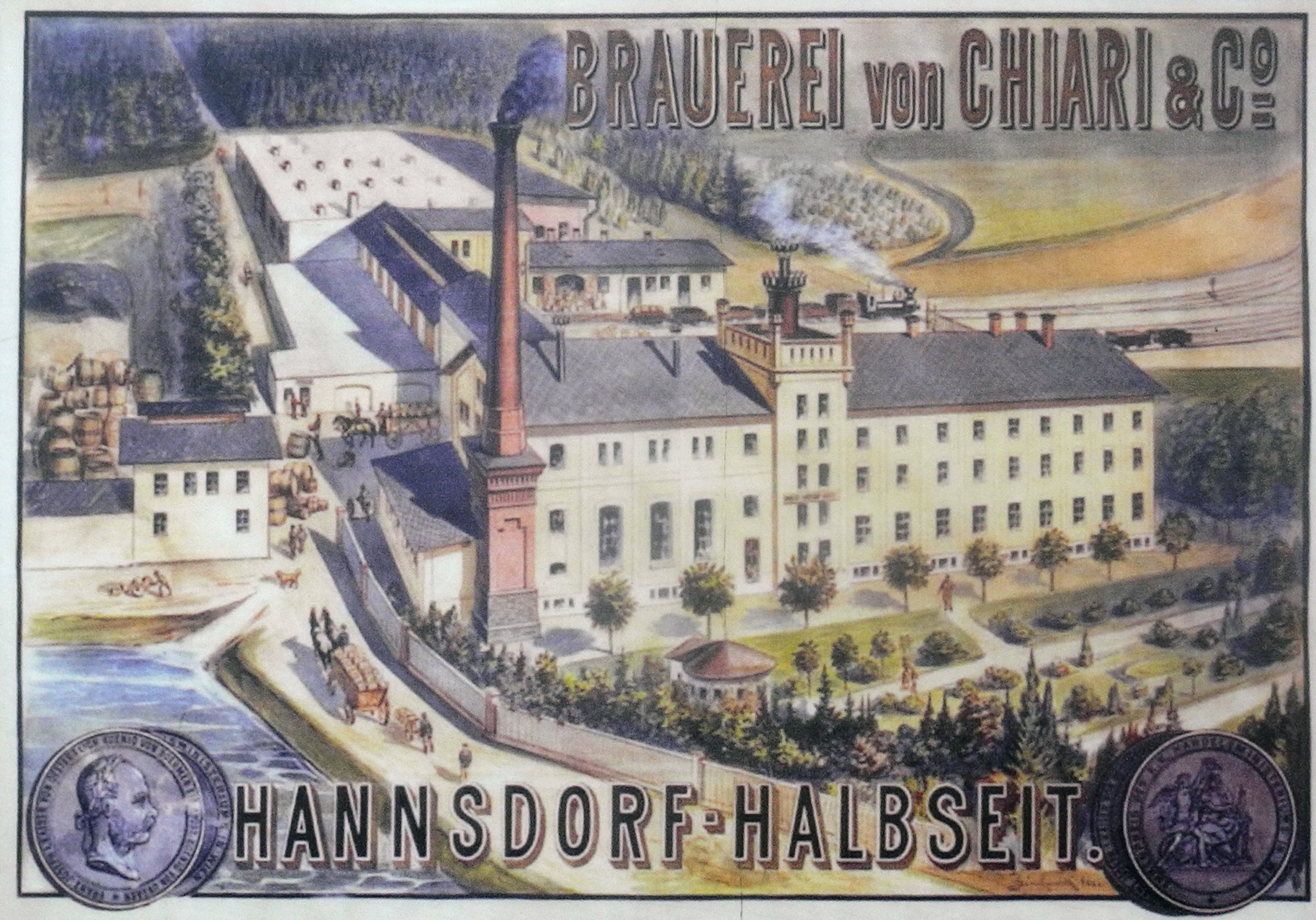
Gammalt bryggeri Holba

Holba är tjeckiskt öl, som bryggs i staden Hanušovice i norra Mähren. Tillsammans med bryggerierna Litovel och Zubr utgör det bryggerigruppen PMS, också kallad "Pivovary", bryggerierna.